# Tom Jackson
Tom Jackson (14 de febrero de 1991 en Chester) es un exfutbolista inglés nacionalizado neozelandés que jugaba como delantero en el Wellington Olympic

## Carrera
Debutó en 2008 jugando para el Otago United, aunque un año después dejaría el club para firmar con el Caversham. En 2012 estuvo seis meses en el Marshall Thundering Herd, el equipo de la Universidad Marshall. En 2013 regresó al Otago, que fue renombrado como Southern United. Luego de un paso por el Caversham, en 2014 se incorporó nuevamente al Southern. Sus buenas actuaciones lo llevaron a disputar la Liga de Campeones de la OFC 2015 con el Team Wellington, equipo que posteriormente lo contrataría para la temporada 2015-16. Llegó a ser el goleador de la liga neozelandesa 2016-17. En ambas ediciones el Team Welly se proclamó campeón.

### Clubes
| Club                     | País           | Año         |
| ------------------------ | -------------- | ----------- |
| Otago United             | Nueva Zelanda  | 2008 - 2009 |
| Caversham                | Nueva Zelanda  | 2009 - 2012 |
| Marshall Thundering Herd | Estados Unidos | 2012        |
| Southern United          | Nueva Zelanda  | 2013        |
| Caversham                | Nueva Zelanda  | 2013 - 2014 |
| Southern United          | Nueva Zelanda  | 2014 - 2015 |
| Team Wellington          | Nueva Zelanda  | 2015 - 2019 |
| Wellington Olympic       | Nueva Zelanda  | 2019 - 2022 |

## Palmarés
| Título            | Club            | País          | Año     |
| ----------------- | --------------- | ------------- | ------- |
| ASB Premiership   | Team Wellington | Nueva Zelanda | 2015-16 |
| SS Premiership    | Team Wellington | Nueva Zelanda | 2016-17 |
| Charity Cup       | Team Wellington | Nueva Zelanda | 2017    |
| Liga de Campeones | Team Wellington | Nueva Zelanda | 2018    |